# ディファイアンス
『ディファイアンス』（原題：Defiance「果敢な抵抗」の意味）は、2008年のアメリカ合衆国の伝記映画。
監督はエドワード・ズウィック、出演はダニエル・クレイグとリーヴ・シュレイバーなど。

## 概要
第二次世界大戦時のナチス・ドイツ占領下でのポーランド（現在のベラルーシ西部）におけるビエルスキ兄弟のユダヤ人救出を描いたネハマ・テクの小説『ディファイアンス ヒトラーと闘った3兄弟』（武田ランダムハウスジャパン、2009年）を、エドワード・ズウィックが映画化。
基本的には実話に基づいているが、一部に映画的結末を描くための脚色があり、特にエンディングの戦車との戦闘シーンについては原作者も当初は戸惑いを覚えたことを告白している。また、ビエルスキ兄弟が率いたユダヤ人組織に対する歴史的評価もポーランド内では分かれており、同じポーランド人から略奪することで生き延びた山賊集団ととらえる向きもある。
キャッチ・コピーは『人間として、生きるための［抵抗］だった』。
第81回アカデミー賞作曲賞ノミネート。

## ストーリー
1941年、ドイツ軍がベラルーシを占拠。ナチス親衛隊と地元警察がユダヤ人狩りを始める。8月、警官に両親を殺されたユダヤ人兄弟、トゥヴィア、ズシュ、アザエルはリピクザンスカの森に逃げ込むと、既に多数のユダヤ人が隠れていてキャンプを構えていた。トゥヴィアが食料と武器を入手するため訪ねた父の親友コシュチュクに頼まれて他のユダヤ人たちも森へ案内する。10月、武装して「ビエルスキ・パルチザン」（民衆による非正規軍）と名乗るが、銃撃戦で2人の犠牲者を出し、アザエルも行方不明になってしまう。食糧不足や不安から同胞の間でいざこざが起き始め、トゥヴィアは皆で生き残ることが復讐だと諭す。トゥヴィアがコシェチュクに食料をもらいに行くと、2人の女性と一緒にアザエルが匿われ、コシェチュクは納屋に吊るされ死んでいた。次第にズシュはトゥヴィアとの対立を深めていき、キャンプから仲間数人を連れて同地域で活動していた赤軍パルチザンに参加する。
1942年、ある日見張りがドイツ軍の伝令を捕まえるが、伝令が持っていた命令書には森を包囲すると書かれていた。赤軍パルチザンは敵から逃れるため、ズシュ達の抵抗にもかかわらず撤退を始める。まもなくドイツ軍によるキャンプへの攻撃が始まり、アザエルらがキャンプに残り時間を稼ぐ間、トゥヴィアが仲間を誘導して森の奥へと進むが、大きな沼に直面してしまう。そこにアザエルが戻ってロープやベルトで全員をひと繋ぎにして、何とか大きな沼を渡り切る。しかし、安心するのもつかの間、戦車を伴ったドイツ軍が待ち構えており、彼らの命を掛けた戦闘が始まった。
辛くも生き残ったトゥヴィア達一行にズシュも加わり、その後2年間は森に残った。新しいキャンプには学校と病院、保育所もあった。追われながらも人数は増え続け、終戦時に生き残った者は1200人もいた。

## キャスト
※括弧内は日本語吹き替え
- トゥヴィア・ビエルスキ（英語版） - ダニエル・クレイグ（小杉十郎太）
- ズシュ・ビエルスキ（英語版） - リーヴ・シュレイバー（相沢正輝）
- アザエル・ビエルスキ（英語版） - ジェイミー・ベル（浪川大輔）
- リルカ - アレクサ・ダヴァロス（斎藤恵理）
- ハレッツ - アラン・コーデュナー（英語版）（坂部文昭）
- イザック - マーク・フォイアスタイン（滝知史）
- ベン・ジオン - トーマス・アラナ
- タマラ - ジョディ・メイ
- リヴァ - ケイト・フェイ（英語版）
- イザック・シュルマン - イド・ゴールドバーグ（英語版）
- ベラ - イーベン・ヤイレ
- ペレツ - マーティン・ハンコック
- ヴィクトル・パンチェンコ - ラヴィル・イシヤノフ
- コスチュク - ジャセック・コーマン（英語版）
- アーロン・ビエルスキ（英語版） - ジョージ・マッケイ
- ラザール - ジョンジョ・オニール
- アルカディ - サム・スプルエル（英語版）
- ハイア - ミア・ワシコウスカ（うえだ星子）

## スタッフ
- 監督：エドワード・ズウィック
- 製作：エドワード・ズウィック、ピーター・ジャン・ブルージ（英語版）
- 製作総指揮：マーシャル・ハースコヴィッツ
- 脚本：クレイトン・フローマン、エドワード・ズウィック
- 撮影：エドゥアルド・セラ
- プロダクションデザイン：ダン・ヴェイル
- 衣装デザイン：ジェニー・ビーヴァン
- 編集：スティーヴン・ローゼンブラム
- 音楽：ジェームズ・ニュートン・ハワード

## 史実との違い
- 映画ではトゥヴィアのすぐ下の弟はズシュになっているが実際はアザエルの方がズシュより年上である。映画ではアザエルの年齢がかなり若く設定されている。
  - トゥヴィア・ビエルスキ（英語版） (1906 - 1987)
  - アザエル・ビエルスキ（英語版） (1908 - 1945)
  - ズシュ・ビエルスキ（英語版） (1912 - 1995)
  - アーロン・ビエルスキ（英語版） (1927 - )